# Objaw patognomoniczny
Objaw patognomoniczny (często niepoprawnie: patognostyczny lub patognomiczny) lub znamienny – objaw kliniczny, którego znalezienie u pacjenta często wystarcza do rozpoznania choroby. Za taki objaw można więc uważać tylko taki, który występuje wyłącznie przy jednej chorobie (czyli jest dla niej swoisty). 
Przykładem mogą być plamki Koplika-Fiłatowa wskazujące na odrę.
Należy jednak podkreślić, że z biegiem historii niektóre objawy uznane za patognomoniczne okazały się występować i w innych chorobach. Przykładem jest objaw Argylla Robertsona, dawniej uważany za objaw patognomoniczny kiły (obecnie wiadomo, że występuje też w innych chorobach). Tak więc zawsze lekarz, by nie popełnić błędu, powinien poszukać innych symptomów występujących w danej chorobie.